# Geoffroy de Lagasnerie
Geoffroy de Lagasnerie, de son nom complet Geoffroy Daniel de Lagasnerie, né le 12 avril 1981 à Fontenay-aux-Roses (Hauts-de-Seine), est un philosophe et sociologue français.
Il est considéré comme une figure de la gauche radicale.

## Biographie

### Famille et vie personnelle
Geoffroy Daniel de Lagasnerie, né le 12 avril 1981, est le troisième enfant issu du mariage de Jean-François Daniel de Lagasnerie, ingénieur diplômé de Supaéro, et d'Agnès de Goÿs de Meyzerac, issue d'une ancienne famille de la noblesse du Vivarais. La famille Daniel de Lagasnerie appartient à la bourgeoisie du Limousin.
Il est pacsé depuis 2003 à Didier Eribon, dont il est le compagnon depuis 2001,. Il entretient, par ailleurs, un intense lien affectif avec Édouard Louis depuis les années 2010.

### Carrière
Ancien élève de l'École normale supérieure de Cachan (qu’il intègre en 2003 au terme de trois années de prépa B/L), il est agrégé de sciences économiques et sociales,.
En 2012, Geoffroy de Lagasnerie obtient un doctorat en sociologie à l'École des hautes études en sciences sociales avec une thèse intitulée Les conditions de la création théorique et rédigée sous la direction de Jean-Louis Fabiani. Il s'était auparavant inscrit en doctorat auprès de Frédérique Matonti à l'université Paris 1 Panthéon-Sorbonne en 2006. Jean-Louis Fabiani déclare que cette thèse « s’est avérée un peu décevante », mais qu'elle était « tout à fait honorable » et a été soutenue « devant un jury régulièrement constitué ». Christian Topalov, directeur de recherche au CNRS, émet un avis défavorable sur la qualité de la thèse, son intervention ayant pour conséquence que Lagasnerie n'obtient pas les félicitations du jury. Une sociologue déclare en 2021 à Marianne que la thèse était « tellement mauvaise que le jury voulait faire un mauvais rapport ». Selon Libération, Lagasnerie pratique des attaques frontales contre le milieu universitaire, qu'il s'est mis à dos ; la philosophe américaine Judith Butler prend sa défense, estimant « logique » qu’en retour de sa critique de l’institution « ceux qui contrôlent précisément les disciplines cherchent à l’écarter ».
En 2013, il obtient une qualification aux fonctions de maître de conférences dans la section « Sociologie, démographie » du Conseil national des universités.
Il intègre en 2013 le corps des professeurs des écoles nationales supérieures d'art et enseigne depuis septembre de la même année la philosophie et la sociologie à l'École nationale supérieure d'arts de Paris-Cergy.
Il obtient une habilitation à diriger des recherches en philosophie à l'université Paris 1 Panthéon-Sorbonne en 2018. En 2022, il obtient une qualification aux fonctions de professeur des universités dans la section « Philosophie » du Conseil national des universités.
Il dirige la collection « À venir » aux éditions Fayard depuis sa création en 2009,. Il fait notamment publier — outre ses propres livres — des ouvrages de Joan W. Scott, Didier Eribon, Judith Butler, Pierre Bergounioux. À partir de 2023, et à la suite de son départ des éditions Fayard, il dirige la collection « Nouvel avenir » aux éditions Flammarion,.
Ses travaux portent notamment sur la philosophie politique, la théorie critique, la sociologie du droit et la sociologie des intellectuels. Ses ouvrages sont traduits dans plusieurs langues dans divers pays,,,,,.
Il est considéré comme une figure de la gauche radicale,,. En 2015, il est classé par le magazine Les Inrockuptibles parmi les cent créateurs qui, dans tous les domaines, « réinventent la culture ».

## Œuvres principales

### Logique de la création
Dans Logique de la création. Sur l'Université, la vie intellectuelle et les conditions de l'innovation (2011), Geoffroy de Lagasnerie dénonce « le grand renfermement des universitaires sur eux-mêmes au sein de l’Université », où se maintient selon lui une « idéologie de la recherche obsédée par l’idée de maintenir une frontière entre l’interne et l’externe, les professionnels et les profanes » qui conduit à « détruire l’idée même de s’adresser à d’autres publics et de construire sa pensée en interaction avec l’espace social ».
Il fait l'éloge des intellectuels comme Bourdieu, Foucault, Deleuze, Derrida, qui, en évoluant en marge de l'institution, ont pu selon lui s'émanciper des dogmes pour aboutir à des « démarches authentiquement créatrices » qui « se définissent par leur souci de s’adresser à des publics hétérogènes, indéterminés et surtout à venir ».

### La Dernière Leçon de Michel Foucault
À partir des derniers cours donnés par Michel Foucault au Collège de France, Geoffroy de Lagasnerie souhaite développer une philosophie de l’émancipation à l’ère néolibérale, et se demande comment concevoir « une investigation critique du néolibéralisme qui ne présenterait pas de manière valorisée ce que le néolibéralisme a défait, qui ne s’adosserait pas, consciemment ou inconsciemment, aux valeurs prélibérales », qu'il juge autoritaires et bureaucratiques.
Serge Halimi remarque, dans Le Monde diplomatique, que les positions de l'auteur le placent aux antipodes de celles de Jean-Claude Michéa, et y voit « les deux pôles entre lesquels tâtonne la gauche française ». 
Jérôme Lamy évoque « l'usage mal maîtrisé », selon eux, du corpus foucaldien, d'où « la tentative ratée, par Geoﬀroy de Lagasnerie, de faire de Foucault un penseur du néolibéralisme ». Mitchell Dean et Daniel Zamora considèrent que son ouvrage « pâtit de faiblesses importantes » et que « la plus grosse erreur que commet Lagasnerie est peut-être d’affirmer, dans une exégèse des cours de Foucault, que « l’homo œconomicus apparaît donc, au sens propre, comme un être ingouvernable. En fait, ce que dit Foucault du néolibéralisme et de ce qui le distingue du libéralisme classique, c’est précisément l’inverse :  « L’homo œconomicus, c’est celui qui est éminemment gouvernable » ».

### L'Art de la révolte. Snowden, Assange, Manning
Geoffroy de Lagasnerie consacre cet ouvrage aux lanceurs d'alerte et activistes Edward Snowden, Julian Assange, et Chelsea Manning, qu'il qualifie de « personnages exemplaires », et qui, selon lui, « font quelque chose de singulier qui est d’inventer une nouvelle manière de se révolter, de faire de la politique, de comprendre ce qu’est un sujet politique » par leur action consistant à « réactiver l’exigence démocratique, à l’heure où les États utilisent les prétextes de la lutte contre le terrorisme et de la préservation de la sécurité nationale pour multiplier les dispositifs d’exception ».
En 2016, Geoffroy de Lagasnerie organise une journée consacrée aux thèmes de L'Art de la révolte, dans le cadre du festival « Hors Piste » du Centre Pompidou, avec le concours de l'École nationale supérieure d'arts de Paris-Cergy et de l'artiste Sylvie Blocher. Outre plusieurs intervenants issus du monde artistique et académique, comme Céline Sciamma ou Achille Mbembe, on y retrouve Julian Assange, interrogé par Skype. Les organisateurs veulent voir dans cette journée « quelque chose qui pourra valoir comme des états généraux de la politique contemporaine. »

### Juger. L'État pénal face à la sociologie
Dans cet essai, Geoffroy de Lagasnerie s'intéresse aux logiques de l'État répressif et élabore une critique radicale du droit pénal au croisement des questions du pouvoir et de la violence,. Il voit dans le tribunal « l’un des lieux les plus violents de la vie sociale » où l'État oriente « notre regard vers des individus plutôt que vers des phénomènes collectifs » et conteste la notion de responsabilité individuelle, en s'appuyant sur les travaux du sociologue Paul Fauconnet.
En s'inspirant de la justice réparatrice, Lagasnerie souhaite repenser « une gestion des illégalismes qui s’émanciperait de la logique de la pénalité et de la répression » pour aboutir à un « droit non pénal » et une justice plus démocratique, qui « ne fonctionnerait plus à la souveraineté » et qui serait « au service des individus et non un ordre qui s’impose à eux — victimes comme auteurs d’ailleurs — de l’extérieur ».

### Penser dans un monde mauvais
Cet essai est décrit par Les Inrocks comme une « sorte de discours de la méthode adressé à ceux qui voudraient concilier écriture théorique et pratique contestataire, ou qui ne mesurent pas encore que toute forme d’écriture théorique ambitieuse constitue, en soi, une pratique contestataire ».
Lagasnerie veut placer la question de l'articulation de l'activité intellectuelle au monde réel au cœur de la réflexivité des chercheurs en sciences sociales, et vise ainsi à « concevoir une pratique des sciences sociales qui soient en même temps une pratique de connaissance et une pratique déstabilisatrice ». Il critique ce que Michel Foucault appelle « la grande confrérie de l'érudition inutile », dont la production d'un savoir vrai, neutre et « désengagé » lui apparaît comme une « collaboration objective » à l'ordre social. Il invite à « penser par système » et non plus par objet, pour « déconstruire les systèmes de pouvoir qui nous produisent inconsciemment » et ainsi retrouver la vocation subversive des sciences sociales.

### La Conscience politique
La Conscience politique (2019) est une tentative de « clore le cycle de la théorie politique » traditionnelle, que Geoffroy de Lagasnerie juge productrice de « récits qui se font passer pour du savoir alors qu’ils relèvent de la mythologie » et dont le vocabulaire, selon lui, ne « nous permet tout simplement pas de comprendre la vérité de notre condition ». Il cherche donc à inventer un nouveau langage politique, qui permettrait de s'affranchir « d’une forme de légitimisme inscrit dans la pensée du droit et de l’État ». Il opère une critique générale contre la philosophie politique et certains de ses représentants, comme Thomas Hobbes, Giorgio Agamben, David Graeber ou Chantal Mouffe, mais également le Comité invisible qui, selon lui, n'a « aucun rapport avec la contestation réelle ».
Geoffroy de Lagasnerie fonde ce nouveau langage d'opposition sur les analyses du Black Panther Party, notamment sur la nature « coloniale » du rapport entre les Noirs et la loi américaine. Ainsi, selon lui, « voter, c’est utiliser l’État pour imposer sa volonté à quelqu’un d’étranger à soi », et « c’est à dénier cette violence que servent les catégories abstraites et englobantes du discours politique », comme la démocratie, le peuple, l'autodétermination ou la désobéissance civile. Il prône une « compréhension réaliste de notre condition », qui exige de ne plus considérer l'État comme une entité autonome : « ce ne sont pas des “Lois” qui s’imposent à nous, mais des volontés particulières déguisées en Lois et armées de la police ».
Il réfute également la catégorie de la « non-violence » : « Quelqu’un qui se dit non violent devrait en fait dire : je suis favorable au monopole étatique de la violence et au sacrifice de soi ».
Il s'étonne, par ailleurs, que beaucoup aient « du mal à prendre conscience de la réalité de la violence de l’État. L’État a beau mettre en prison, perquisitionner, menotter, mutiler, on le considère toujours comme un acteur de pacification ». Sur la question de la violence, il se réclame de la pensée de Günther Anders, à l'instar de Frédéric Lordon,.
L'ouvrage a été salué comme une contribution essentielle à la théorie contemporaine dans un long article de discussion de Willam James Earle paru dans la revue académique de philosophie américaine Philosophical Forum.

### Sortir de notre impuissance politique
Dans Sortir de notre impuissance politique (2020), Lagasnerie part du principe que la gauche régresse et accumule les échecs depuis des décennies et propose d'interroger ses stratégies et ses modes de pensée afin de les refonder pour que l'arc progressiste puisse redevenir puissant politiquement.
« En moins d’une centaine de pages, écrites avec clarté sous la forme d’une conférence, le philosophe et sociologue cherche les causes des échecs répétés du camp progressiste depuis des décennies, et les moyens de sortir de cette spirale du désespoir. Membre du Comité Adama et soutien de l’Action antifasciste Paris-Banlieue (entre autres), Geoffroy de Lagasnerie est immergé dans les luttes. Cela rend sa critique des failles du mouvement social d’autant plus aiguë » estime Les Inrocks.

### L'art impossible
L'art impossible (2020), ouvrage qui développe une conférence aux Beaux-Arts de Paris, réfléchit sur la création et sur les conditions de possibilité d'un « art politique ». Se demandant si être artiste ne revient pas à renoncer à la révolution, Geoffroy de Lagasnerie y aborde notamment les conséquences de l'autonomie de l'art, la honte qui peut saisir les créateurs ainsi qu'un certain nombre de catégories d'appréhension de l'art contemporain (fiction, énigmatisation, etc.).
« Avec l’art que Lagasnerie cultive de pousser les idées dans leurs derniers retranchements et de trancher dans le vif des évidences et des impensés, ses soixante-dix pages sont conçues comme une interpellation à destination des producteurs de biens culturels – en particulier écrivains et artistes, et au premier chef leur auteur », écrit Antoine Idier dans le magazine culturel Diacritik. « Elles interrogent leur inconscient collectif, dans une proximité avec un autre texte publié cet automne par l’auteur, Sortir de notre impuissance politique (Fayard), qui partageait le format de courte intervention : il s’agit de mettre en cause un ensemble de mots d’ordre et de modes d’action, de représentations et de perceptions du monde, de dispositions incorporées qui sont spontanément mobilisés et revendiqués – dans les luttes politiques d’un côté, dans la culture de l’autre – et qui, loin de s’avérer efficaces, conduisent à entraver l’action et réduisent à l’impuissance ».

### 3. Une aspiration au dehors
Il publie en 2022 3. Une aspiration au dehors. Sous-titré Éloge de l'amitié, cet ouvrage mêle analyses théoriques et narrations biographiques sur la relation de l'auteur avec Didier Eribon et Édouard Louis pour produire une réflexion sur « la politique de l'existence ». Lagasnerie « érige l’amitié en projet politique ». Le livre se présente comme « un manuel d'existence » et l'auteur formalise « une théorie de “l’amitié créatrice” comme “le lieu d’une ascèse, un foyer d’invention d’une contre-culture où l’on puise des principes de décalage par rapport à la plupart des modes d’existence institués – pour vivre autrement.” Sans prétendre ériger cette vie-à-trois en modèle absolu, l’auteur salue sa vertu libératrice, par contraste avec l’amitié classique, entravée selon lui par des normes sociales, familiales ou conjugales ». Le livre se veut aussi une critique politique de la famille et du familialisme. « Moi, j’associe beaucoup la famille à la déperdition, à la tristesse, l’ennui, la sociabilité, l’obligation. Alors que l’amitié est l’espace d’aspiration à une vie au-dehors, qui n’a pas de centre, une vie centrée sur la rencontre », déclare Lagasnerie sur France Inter lors de la sortie du livre.

### Par-delà le principe de répression
Par-delà le principe de répression, publié en 2025, se compose de « dix leçons sur l'abolitionnisme pénal » issues d'un cycle de conférences publiques. L'ouvrage présente et discute le courant de l'abolitionnisme pénal qui, « né dans les années 1970, soutenu par quelques penseurs et penseuses (Nils Christie, Louk Hulsman, Ruth Morris), (...) conteste l’efficacité du système pénal et ouvre d’autres horizons de pensée, à rebours de toute pulsion de punition ».  
Selon Libération, « Lagasnerie s’attaque à l’idée de pénalité, une «punition» d’Etat, dans un essai dense et radical » où il « imagine un monde post-pénal dans lequel d’autres dispositifs existeraient pour recueillir les plaintes, dans lequel l’assurance maladie prendrait en charge les blessures qui auraient remplacé la notion de crime, et dans lequel la privation de liberté serait limitée et plus humaine (...) où la violence et les délits n’auraient pas cessé d’exister, mais où le soin et la sociologie fonderaient une nouvelle justice plus proche du réel ». Sur France Culture, Geoffroy de Lagasnerie explique que cet ouvrage « n'a pas seulement pour vocation de remettre en question les politiques pénales réactionnaires, il s'agit également d'élargir ce questionnement à toutes les strates du monde social » et qu'ainsi « même à gauche, ce désir de vengeance pénale mérite d'être questionné » .  

## Prises de position

### Débats académiques
Le 30 juillet 2014, Geoffroy de Lagasnerie cosigne avec l'écrivain Édouard Louis une tribune dans Libération, appelant au boycott de la 17e édition du cycle de conférences « Les Rendez-vous de l'histoire » de Blois, ayant pour thème « Les Rebelles ». Le boycott vise à protester contre l'invitation faite à Marcel Gauchet de prononcer la conférence inaugurale de l'événement, ce dernier étant à leurs yeux un intellectuel réactionnaire et « un rebelle contre les rébellions et les révoltes ». Marcel Gauchet réagit à cette tribune en la qualifiant de « pignolerie parisienne » et de « bêtise rétrograde d’une extrême gauche en délire ».
En juillet 2017, il accuse la sociologue Nathalie Heinich d'homophobie et de « prises de positions réactionnaires », et lance une pétition visant à lui retirer le prix Pétrarque. La pétition est signée par plus de 1 800 personnes, dont Didier Eribon, Alain Seban, Hélène Hazera, Olivier Le Cour Grandmaison, Jean-Loup Amselle et le directeur du CRAN, Louis-Georges Tin. Nathalie Heinich répond à Lagasnerie dans la revue Limite, le qualifiant de « sociologue connu pour sa malveillance ».

### Positions publiques
En 2015, Geoffroy de Lagasnerie cosigne avec Édouard Louis un manifeste intitulé « Intellectuels de gauche, réengagez-vous ! ».
La même année, il est signataire de l'« appel des 800 » en faveur d'une politique d'accueil des migrants plus respectueuse des droits de l'homme que celle appliquée par le gouvernement français.
En 2016, il adresse avec Édouard Louis une lettre ouverte au Premier ministre Manuel Valls, dans laquelle ils l'accusent de ne pas essayer de comprendre les causes du terrorisme. Manuel Valls répond à cette lettre dans une tribune à Libération,,,, où il déclare notamment :

« Qui peut sérieusement soutenir que le gouvernement détourne les yeux face aux inégalités sociales, au chômage, à l'exclusion, aux discriminations, à la situation dans nos quartiers ? J'ai été l'un des premiers à dénoncer l'existence d'un apartheid social et territorial au sein de notre République. »

À la suite de cet échange, Lagasnerie insiste sur la nécessité de rechercher des « explication[s] non terroriste[s] du terrorisme »,.
En septembre 2017, il signe une tribune dans Libération intitulée « En défense des accusés du quai Valmy », soutenant des individus jugés au tribunal pour avoir incendié une voiture de police avec ses occupants, lors d'une manifestation organisée par le collectif « Urgence notre police assassine ».
Au cours de cette même année, Geoffroy de Lagasnerie soutient la lutte d'Assa Traoré et la famille d'Adama Traoré contre les violences policières et déclare voir dans cette lutte le « centre du monde »,,,,. En 2019, il publie Le Combat Adama avec Assa Traoré, qui relate leurs années de lutte.
En avril 2020, il proteste contre le confinement en vigueur en France, qui a selon lui « produit un éclatement et une délégitimation de toutes les formes de vie non institutionnelles et familiales », en agissant comme un « vecteur d’une normalisation d’un modèle familial ».

### Choix électoraux
Sur France Inter, le 30 septembre 2020, il déclare qu'il vote toujours pour le « moins pire », qu'il a voté pour Emmanuel Macron au second tour de l'élection présidentielle de 2017, et qu'il « l'assume ».
En novembre 2018, il apporte son soutien aux candidats de La France insoumise dans le cadre de l’élection législative partielle de la première circonscription de l’Essonne.
Le 6 mai 2019, il annonce qu'il votera pour la liste de Manon Aubry de La France insoumise aux élections européennes.

## Réception critique

### Réception universitaire
Le politologue Achille Mbembe écrit, dans un commentaire sur L'Art de la révolte, que Geoffroy de Lagasnerie est « sans doute l'un des plus talentueux [penseurs] de la nouvelle vague de la French Theory ». À l'inverse, pour les sociologues Nathalie Heinich et Marc Joly, invités en février 2018 de l'émission Répliques animée par Alain Finkielkraut, « personne ne prend au sérieux » ses déclarations.
D'autres comptes rendus notent que « Lagasnerie ne s'appuie sur aucune investigation réelle, aucune donnée empirique », et que la réflexion y est « fragilisée par son manque de précision (empirique et conceptuelle) ». Dans le cas de l'ouvrage Juger, une recension critique de l'ouvrage note par exemple que la notion d'État de droit y est définie de manière « floue » et « caricaturale », et que la démarche « radicalement anti-empiriste » de l'auteur le conduit à raisonner « en vase clos » sur la base de « généralités » qui le conduisent à une « critique désincarnée et purement spéculative ». Cette critique a elle-même été interprétée de manière critique par Philippe Corcuff comme faisant de Lagasnerie un « bouc émissaire » des dérèglements du « ressentiment » générés par les institutions académiques. De la même manière, la philosophe Judith Butler juge « logique » qu’en retour de sa critique de l’institution « ceux qui contrôlent précisément les disciplines cherchent à l’écarter ».
Bernard Lahire, professeur de sociologie à l'ENS de Lyon, estime que Lagasnerie « s'assoit sur tout ce qui fait l'ordinaire du travail scientifique, [...], revendique le titre de sociologue pour légitimer ses analyses comme on enfile une blouse blanche pour vendre de la lessive.
Selon la philosophe Sandra Laugier, Lagasnerie n'est certes pas un sociologue mais plutôt un « philosophe, voire un théoricien politique important ».

### Réception médiatique
Le journaliste Pierre Adeline évoque, au sujet de l'ouvrage L'Art de la révolte, une « réflexion d’avant-garde ».
Le 6 octobre 2017, la journaliste Judith Waintraub, dans un article sur « les agents d’influence de l’islam » publiée par Le Figaro Magazine, liste des « intellectuels, responsables politiques ou acteurs associatifs de l'islamo-gauchisme » qui, selon elle, « investissent l'espace médiatique », et elle cite une tribune de Lagasnerie. Ce dernier aurait recherché des justifications sociales à l'acte des jeunes ayant incendié un véhicule de police sur le quai de Valmy, ce qui participerait à la lutte contre l'« islamophobie ».
Daniel Schneidermann présente généralement Lagasnerie sous un jour favorable.

### Polémiques

#### Critique du travail de David Dufresne sur les violences policières
Le 2 avril 2019, Geoffroy de Lagasnerie estime que le travail d'archivage et de compilation des violences policières de David Dufresne, pendant le Mouvement des Gilets jaunes, est « d'une certaine manière […] un peu complice de l'ordre policier ». La critique suscite de nombreuses réactions hostiles. Daniel Schneidermann y voit une stratégie promotionnelle pour le lancement de son ouvrage Le Combat Adama, co-écrit avec Assa Traoré, mais ajoute : « Le mérite de cette assertion est de rappeler une évidence : oui, le pouvoir médiatique de visibiliser, revient toujours à invisibiliser ce qu'on ne visibilise pas. Braquer le projecteur sur un visage mutilé, c'est toujours laisser dans l'ombre l'immense injustice qui oppresse le reste de l'univers. Il est bon de le savoir. Et de continuer tout de même ».
Quelques jours plus tard, Lagasnerie s'excuse nommément auprès de David Dufresne d'avoir employé le mot « complice », sur les ondes de France Culture, tout en promouvant un « débat interne à la gauche », « dans un espace où on sait qu'on partage des combats communs, mais où on réfléchit ensemble sur la meilleure manière de les faire vivre ».
Selon Simon Blin, journaliste à Libération, Lagasnerie plaide pour un débat, « lui qui refuse tant que l’on discute ses propres thèses ».

#### Appel à la création de censures dans l'espace public
En septembre 2020, en marge de la sortie de son essai Sortir de notre impuissance politique, Lagasnerie provoque une polémique à la suite d'un entretien chez France Inter en affirmant : « Je pense que la politique est de l'ordre de l'antagonisme et de la lutte et j'assume totalement le fait qu'il faille reproduire un certain nombre de censures dans l'espace public, pour rétablir un espace où les opinions justes prennent le pouvoir sur les opinions injustes. » Il ajoute qu'il ne s'agit pas pour lui d'être favorable à des interdictions d'État mais « à une forme de mépris que la gauche doit avoir pour les opinions de droite » pour en freiner la « diffusion publique » et, visant plus particulièrement ce qu'il qualifie de « débats d'extrême droite ou semi racistes » sur certaines chaînes d'information, arrêter d'en être « contaminés dans nos espaces de gauche » et « les laisser tranquille dans leur coin, dans leur silence, les mépriser, les renvoyer à leur insignifiance ».
La maire de Paris, Anne Hidalgo, juge son discours « inspirant ». Daniel Schneidermann voit dans l'affirmation polémique de Lagasnerie une « punchline » qui a dépassé sa pensée, et estime que Lagasnerie, « poussé dans ses retranchements » sur son idée de « censure », s'est replié ensuite sur une idée de « boycott ». Par contre, le journaliste Louis Nadau de Marianne voit dans l'affirmation polémique de Lagasnerie une nouvelle « "censure" pour les "impurs" ». Le discours de Lagasnerie provoque une levée de boucliers sur les réseaux sociaux, tant à gauche qu'à droite,.
Daniel Schneidermann estime également que l'accueil fait au discours de Geoffroy de Lagasnerie contraste avec celui réservé aux caricatures de Charlie Hebdo : « S’il est évident que Charlie a « le droit » de publier les caricatures de Mahomet, il n’est pas du tout certain que le philosophe Geoffroy de Lagasnerie bénéficie du même droit de prononcer quelques provocations le matin sur France Inter ». Valérie Toranian juge la comparaison de Schneidermann « écœurant[e] » car « ceux de Charlie sont morts pour la liberté d'expression » tandis que, selon elle, Lagasnerie propose « justement de supprimer » cette liberté d'expression par la création « de nouveaux espaces de censure… ».

## Publications

### Ouvrages
- Après tout. Entretiens sur une vie intellectuelle (avec René Schérer), Les éditions Cartouche, 2007  (ISBN 9782915842210)
- L'Empire de l'université. Sur Bourdieu, les intellectuels et le journalisme, Éditions Amsterdam, 2007  (ISBN 9782915547535)
- Sur la science des œuvres. Questions à Pierre Bourdieu (et à quelques autres), Éditions Cartouche, 2011  (ISBN 9782915842739)
- Logique de la création. Sur l'Université, la vie intellectuelle et les conditions de l'innovation, Fayard, coll. « À venir », 2011  (ISBN 978-2213655840)
- La Dernière Leçon de Michel Foucault. Sur le néolibéralisme, la théorie et la politique, Fayard, coll. « À venir », 2012  (ISBN 9782213671413)
- L'Art de la révolte. Snowden, Assange, Manning, Fayard, coll. « À venir », 2015  (ISBN 978-2-213-68578-6)
- Juger. L'État pénal face à la sociologie, Fayard, coll. « À venir », 2016  (ISBN 2213666547)
- Penser dans un monde mauvais, Presses universitaires de France, 2017  (ISBN 9782130785507)
- Le Combat Adama (avec Assa Traoré), Éditions Stock, 2019  (ISBN 9782234087620)
- La Conscience politique. Fayard, 2019  (ISBN 978-2-213-70131-8)
- Sortir de notre impuissance politique, Fayard, 2020  (ISBN 9782213717104)
- L'Art impossible, Presses universitaires de France, coll. « Des mots », 2020  (ISBN 978-2-13-082546-3)
- Mon corps, ce désir, cette loi : réflexions sur la politique de la sexualité, Fayard, 2021  (ISBN 9782213721590)
- 3. Une aspiration au dehors, Flammarion, 2023  (ISBN 9782080420015)
- Se méfier de Kafka, Flammarion, 2024  (ISBN 9782080439383)
- Par-delà le principe de répression: Dix leçons sur l’abolitionnisme pénal, Flammarion, 2025  (ISBN 9782080460134)

### Chapitres d'ouvrages
- « Exister socialement. Sur la sociologie et les théories de la reconnaissance » in Édouard Louis (dir), Pierre Bourdieu, l'insoumission en héritage, PUF, coll. « Hors collection », 2013
- « Que signifie penser ? », in François Caillat (dir.), Foucault contre lui-même, PUF, coll. « Des mots », 2014

### Préfaces
- Préface à La Désobéissance civile de Thoreau, Milles et une nuits, 2022

### Articles
- « L'inconscient sociologique », Les Temps modernes, no 654,‎ 2009, p. 99-108 (ISSN 0040-3075, lire en ligne, consulté le 21 mai 2016)

### Prix
- 2016 : Prix de l'écrit social pour son ouvrage Juger, L'État pénal face à la sociologie[111].

### Vidéographie
- Blast, « Se révolter face aux crimes du capitalisme (interviews de G. de Lagasnerie par Soumaya Benaissa) » (consulté le 12 avril 2022)